# Marcus Everding
Marcus Everding (* 24. April 1964 in München) ist ein deutscher Theaterregisseur. Von 2008 bis 2015 war er künstlerischer Leiter der Carl Orff-Festspiele Andechs.

## Lebenslauf
Marcus Everding wurde als Sohn von August Everding geboren. Nach dem Abitur und Grundwehrdienst studierte er vier Jahre an der Hochschule für Philosophie München. Das Studium schloss er mit dem Magisterexamen ab. Parallel begann Everding am Bayerischen Staatsschauspiel als Regieassistent zu arbeiten; von 1988 bis 1992 war er dort fest angestellt.
Frühe Regiearbeit: 1989 Eröffnung des KUBIZ in Unterhaching. 1991 debütierte Marcus Everding als Schauspielregisseur am Stadttheater Regensburg. Danach erhielt er Engagements u. a. am Stadttheater Bern, am Theater Erfurt und am Nordharzer Städtebundtheater. 1995 wurde er Oberspielleiter für das Schauspiel am Landestheater Coburg. Von 1997 an arbeitete er wieder als freier Regisseur: am Ernst Deutsch Theater Hamburg, am Südostbayerischen Städtebundtheater und am E.T.A.-Hoffmann-Theater Bamberg. In Passau war Everdings erstes Stück als Opernregisseur Händels Rinaldo. Im Sommer 2000 wurde er persönlicher Referent von Leo Kirch bei der KirchMedia München. Seit dem Frühjahr 2003 war er wieder am Theater tätig: als Regisseur für Oper und Schauspiel am Pfalztheater Kaiserslautern, E.T.A.-Hoffmann-Theater in Bamberg und am Nordharzer Städtebundtheater. Im Sommer 2005 wechselte er als Schauspieldirektor ans Landestheater Detmold. Als Nachfolger von Hellmuth Matiasek leitete er von 2008 bis 2015 die Carl-Orff-Festspiele im Kloster Andechs. Seit 2015 arbeitet Everding wieder als freier Regisseur für Schauspiel und Oper an der Pasinger Fabrik, Dehnberger Hoftheater, Theater Heilbronn.
Everding war auch für Übersetzungen und Bearbeitungen verschiedener Stücke verantwortlich und führte bei Hörspielen für den Bayerischen Rundfunk Regie.
In den Jahren 2004 und 2007 führte Marcus Everding mit dem Verein „Ayinger-Gmoa-Kultur“ in Kleinhelfendorf die „Emmerami-Festspiele“ mit Laiendarstellern auf. Diese Theaterspiele finden seither alle 2 Jahre statt mit jeweils wechselnden Themen. Diese haben immer mit der Geschichte oder Gegenwart der Menschen in Aying und Helfendorf zu tun. Inzwischen hat es 9 Uraufführungen gegeben.
Des Weiteren schrieb und leitete Marcus Everding die Edigna-Spiele 2009 in Puch, zum 900. Todestag der seligen Edigna. 2019 wurde ein neues Stück "Ex Voto Edigna – Was vom Baum blieb" im Rahmen der alle 10 Jahre stattfindenden Festspiele uraufgeführt. Schirmherrin war die Präsidentin des Bayerischen Landtages, Ilse Aigner.
Neben seiner Tätigkeit als Regisseur hat Everding zahlreiche Theaterstücke und Libretti geschrieben. Letztere für den Dirigenten und Komponisten Guido Mancusi. Seit 2017 wird Everding auch vom Drei Masken Verlag vertreten.
Für die Produktionsfirma Bilderfest in München schrieb Everding zum Beethoven Jahr 2020 ein Drehbuch zum Themenkreis des Komponisten. „Ludwig und der Dieb – Schindlers Wahrheit oder Beethovens Genie“. Dieses liegt auch als Theaterstück vor.

## Auszeichnungen
- 2018: Oberbayerischer Kulturpreis
- 2019: Erster Preis des Niederbayerischen Dramenwettbewerbs mit dem Mundartstück "Brudermord"